# (637) Crisótemis
(637) Crisótemis es un asteroide que forma parte del cinturón de asteroides y fue descubierto el 11 de marzo de 1907 por Joel Hastings Metcalf desde el observatorio de Taunton, Estados Unidos.

## Designación y nombre
Crisótemis recibió inicialmente la designación de 1907 YE.
Más adelante se nombró por Crisótemis, un personaje de la mitología griega.

## Características orbitales
Crisótemis orbita a una distancia media de 3,173 ua del Sol, pudiendo alejarse hasta 3,569 ua. Tiene una inclinación orbital de 0,2715° y una excentricidad de 0,1249. Emplea en completar una órbita alrededor del Sol 2064 días. Pertenece a la familia asteroidal de Temis.